# African Story
African Story è un film del 1971 diretto da Marino Girolami.

## Trama
Il popolare cantante Rex Maynard va in vacanza e decide di fuggire con la figlia del suo produttore Arnold Tiller, in Sudafrica. Il potente produttore mette in scena un falso rapimento per spaventare Rex da sua figlia e farsi pubblicità.